# Andimba Toivo ya Toivo

Herman Andimba Toivo ya Toivo (22 de agosto de 1924 - 9 de junho de 2017) foi um ativista anti-apartheid da Namíbia, político e prisioneiro político. Ya Toivo era ativo no movimento pré-independência, e é um dos co-fundadores da Organização do Povo do Sudoeste Africano (SWAPO) em 1960, e seu antecessor a Organização do Povo de Ovamboland (OPO) em 1959.
Depois de crescer no norte da Namíbia, Ya Toivo passou algum tempo na Cidade do Cabo nos anos 50. Ele se tornou político e se juntou ao Congresso Nacional Africano (ANC). De volta à Namíbia, ele se tornou um dos primeiros peticionários das Nações Unidas, defendendo a independência da Namíbia. Devido ao seu ativismo político, ele foi julgado em 1966 sob o crime de ataque terrorista e condenado a 20 anos de prisão. Ele serviu 16 anos em Robben Island na mesma seção que Nelson Mandela, a quem ele era um amigo pessoal. Ele foi libertado em 1984 e voltou a SWAPO como Secretário Geral no exílio em Lusaka, Zâmbia. Ya Toivo retornou à Namíbia em 1989, lutando pela independência do país e serviu como membro do Parlamento e como ministro do Gabinete no primeiro governo de Sam Nujoma. Aposentou-se da política ativa em 2006. Ya Toivo é um herói nacional da Namíbia.

## Primeiros anos
Andimba Toivo ya Toivo nasceu em 22 de agosto de 1924 como a segunda das sete crianças em Omangundu em Ovamboland, no norte da África Ocidental do Sul. Ele freqüentou a escola da igreja em Onayena, mas estava pastoreando o gado com freqüência, como era comum para os meninos nessa área. Ele estudou para se tornar um carpinteiro na Escola Industrial Ongwediva entre 1939 e 1942.
Em 1942, durante a Segunda Guerra Mundial, Ya Toivo juntou-se voluntariamente ao Corpo Militar Nativa, uma unidade do exército racialmente segregado da União da África do Sul. Ele lutou no lado britânico das Forças Aliadas e alcançou o posto de cabo durante seu serviço. Quando ele foi julgado por terrorismo na década de 1960, ele se lembrou de sua motivação:
Meu senhor, você achou necessário me rotular de covarde. Durante a Segunda Guerra Mundial, quando ficou evidente que tanto meu país como seu país estavam ameaçados pelas nuvens escuras do nazismo, arrisquei minha vida para defender os dois, usando um uniforme com faixas laranja. Mas alguns de seus compatriotas, quando chamados para defender a civilização, recorreram à sabotagem contra sua própria pátria. Eu me ofereci para enfrentar as balas alemãs e, como guarda de instalações militares, tanto no sudoeste da África quanto na República, estava preparado para ser vítima de sua sabotagem. Hoje, eles são nossos mestres e são considerados os heróis, e eu sou chamado de covarde
Depois da guerra, ele trabalhou em uma fazenda perto de Kalkfeld até que voltou a Odibo e frequentou a escola na Escola Missionária St. Mary para aprender inglês. Ele teve que mudar sua religião de luterano para anglicano para ser admitido. Ele completou o Standard 6, mas permaneceu até 1950, graduando-se como professor e foi um gerente de sucesso numa loja em Ondangwa. Ya Toivo ensinou na escola de St Cuthberth em Onamutayi e St. Mary's Odibo antes de viajar para a África do Sul para mais estudos em 1951.

## Carreira política
Toivo partiu para a Cidade do Cabo em 1951 e foi contratado como policial ferroviário entre 1952 e 1953. Juntou-se a movimentos políticos como a Modern Youth Society (MYS), constituída por estudantes universitários e sindicalistas. Ele tornou-se vice-presidente do MYS, que organizou festivais, palestras, grupos de discussão e escolas noturnas para ativistas que buscavam educação adicional. Ele se juntou ao Congresso Nacional Africano (ANC) na Cidade do Cabo em 1957. Mais tarde naquele ano, foi co-fundou de Ovamboland People's Congress (OPC), precursor da Ovamboland People's Organization (OPO). Ele também estabeleceu contatos próximos com os dois partidos sul-africanos, o Congresso dos Democratas e o Partido Liberal. O OPC procurou lutar pelos direitos dos trabalhadores migrantes, alguns dos quais haviam desertado da Associação de Trabalho Nativa do Sudoeste Africano (SWANLA). A organização também se mobilizou contra a incorporação da Namíbia na África do Sul e, portanto, compartilhou uma aliança política com outras organizações na África do Sul. Em dezembro de 1958, Ya Toivo enviou uma fita para Mburumba Kerina e Michael Scott documentando violações de direitos humanos no sudoeste da África. Isto foi usado para peticionar as Nações Unidas. Consequentemente, ele foi deportado da Cidade do Cabo, primeiro para Keetmanshoop e Windhoek e depois para Ovamboland, onde foi colocado sob prisão domiciliar em sua aldeia natal, Okaloko.
Toivo manteve contato constante com Leonard Auala, da Igreja Evangélica Luterana Ovambo-Kavango (ELOC). Por causa das raízes profundas da OPO no povo Ovambo, o ELOC deu apoio a esse movimento de libertação nacional. Os membros e apoiadores da OPO também eram membros da congregação. O povo, a igreja e o movimento de libertação nacional coincidiram. Em seu aniversário, 19 de abril de 1960, a OPO se reconstituiu como a Organização do Povo do Sudoeste Africano (SWAPO) em Nova York, Sam Nujoma foi reconfirmado Presidente da nova organização. Após a sua reconstituição, a SWAPO fundou a sua ala militar, o SWALA, em 1962, e supervisionou o início de uma insurreição armada contra a administração sul-africana em 1965. Em 26 de agosto de 1966, o primeiro confronto armado do sul a guerra de fronteira africana ocorreu quando as forças sul-africanas atacaram os guerrilheiros da SWAPO em Omugulugwombashe.

## Julgamento e encarceramento
Por causa de suas atividades políticas em apoio à independência da Namíbia, Toivo foi preso em 1966 pelas autoridades sul-africanas. Em seu julgamento em agosto de 1967, O Estado versus Tuhadeleni e 36 Outros, ele apareceu como Acusado No. 21. Eliaser Tuhadeleni, Nathaniel Maxuilili entre outros membros do Exército de Libertação da Namíbia (PLAN), a ala militar armada da SWAPO, foram julgados no primeiro julgamento sob a Lei de Terrorismo da África do Sul de 21 de junho de 1967. Ephraim Kapolo morreu durante o julgamento em Pretória. [10] A Lei do Terrorismo foi aplicada retroativamente para condenar esses ativistas políticos da Namíbia. O discurso que fez em nome de seu grupo depois de sua condenação ganhou notoriedade por seus pronunciamentos negando à África do Sul o direito de julgar cidadãos do sudoeste africano ou governar seu país. Seu discurso do banco dos réus fez manchetes e tornou-se um documento-chave divulgado internacionalmente para reunir apoio à luta de libertação da Namíbia.
Nós somos namibianos e não sul-africanos. Nós agora não reconhecemos, e não iremos no futuro, o seu direito de nos governar; para fazer leis para nós, nas quais não temos voz; para tratar o nosso país como se fosse sua propriedade juntamente nós e vocês como se fossem nossos mestres. Nós sempre consideramos a África do Sul como um intruso em nosso país. É assim que sempre sentimos e é assim que nos sentimos agora e é nesta base que enfrentamos este julgamento
Toivo foi mantido em confinamento solitário em Pretória por mais de um ano antes da sentença. Em 26 de janeiro de 1968, ele foi condenado a 20 anos de prisão pelo Supremo Tribunal de Pretória. Ele foi encarcerado em Robben Island, perto da Cidade do Cabo, onde passou muito do seu tempo isolado de seus compatriotas. Como prisioneiro, ele não era um sujeito fácil, nunca demonstrava remorso e muitas vezes lutava com as autoridades. O companheiro de Robben Island, Mike Dingake, lembra:
A poucos metros da minha cela, [...] os carcereiros tentaram empurrar o Toivo ya Toivo intoleravelmente ao redor. Andimba soltou com força a mão aberta na bochecha do jovem carcereiro, mandando o boné para fora e o jovem carcereiro gritando: "Die kaffer het my geslaan" [O negro me bateu]
Mais tarde, durante sua prisão, Ya Toivo foi transferido para a Seção D, onde outros ativistas anti-apartheid cumpriam suas sentenças. Ele conheceu Nelson Mandela lá, e os dois se tornaram amigos pessoais. Em 1 de março de 1984, Toivo foi libertado da Ilha Robben,  tendo cumprido 16 de seus 20 anos. De todos os seus companheiros guerrilheiros namibianos, ele estava cumprindo a sentença mais longa na notória prisão de Robben Island. No entanto, em seu dia de lançamento, ele teve que ser atraído para fora de sua cela, não feliz por ter ganho liberdade sozinho com muitos companheiros ainda atrás das grades. Após uma breve estada em Windhoek, ele partiu para Lusaka para se juntar aos seus companheiros no exílio. Posteriormente tornou-se membro do Comité Central e do Politburo da SWAPO e foi eleito Secretário-Geral da SWAPO em 1984.

## Depois da independência
De 1984 a 1991, ele foi o Secretário Geral da Organização do Povo do Sudoeste Africano (SWAPO). No advento da independência da Namíbia, esperava-se um confronto entre Sam Nujoma, que passou muitos anos no exílio, e Toivo, encarcerado na Ilha Robben. Toivo evitou este conflito, "estabelecendo-se" para o posto de Ministro de Minas e Energia, deixando a presidência de Nujoma.
Toivo era um membro da SWAPO da Assembléia Constituinte, que estava em vigor de novembro de 1989 a março de 1990, imediatamente antes da independência e após a independência, em março de 1990, ele se tornou membro da Assembléia Nacional. Ele também foi Ministro de Minas e Energia de 1990 até sua nomeação como Ministro do Trabalho em 26 de março de 1999. Após mais de três anos nesse cargo, foi nomeado Ministro das Prisões em 27 de agosto de 2002, mudando de posto com Marco Hausiku; permaneceu Ministro das Prisões até 2006.
Ele escolheu não concorrer a um assento na Assembléia Nacional novamente no momento da eleição de 2004, dizendo que ele "fez o suficiente". 
Toivo recebeu a décima primeira maioria dos votos - 358 - na eleição para o Comitê Central da SWAPO no congresso do partido em agosto de 2002. [20] No congresso da SWAPO de novembro de 2007, Toivo não conseguiu ser eleito para o Politburo da SWAPO pela primeira vez na história do partido. Isso foi atribuído ao suposto elo de Toivo com o Rally pela Democracia e Progresso (RDP), um partido que havia sido fundado como uma divisão da SWAPO pouco antes do congresso. Toivo negou estar ligado ao RDP, mas acredita-se que a alegação tenha influenciado o voto.
No Congresso da SWAPO, em 2 de dezembro de 2012, Andimba ya Toivo foi eleito membro permanente do Comitê Central.

## Vida pessoal
Depois de se aposentar da política ativa, Toivo dedicou seu tempo à esposa, Vicki Erenstein, uma advogada trabalhista americana, e duas filhas, Mutaleni e Nashikoto, e administrou vários negócios. Ele morreu na noite de 9 de junho de 2017 em sua casa em Windhoek, com 92 anos de idade. Ya Toivo foi enterrado no Acre dos Heróis em Windhoek em 24 de junho de 2017.

## Prêmios e honras
Ya Toivo foi declarado herói nacional da Namíbia e concedeu um funeral de estado em Heroes 'Acre de Windhoek. Algumas das várias outras honrarias concedidas a ele são:
Grande Companheiro de OR Tambo em Prata, premiado em 2009 por "sua corajosa contribuição à luta pela independência e liberdade na África do Sul e na Namíbia" 
HMS Challenger, um navio rebatizado como MV Ya Toivo depois dele Escola Secundária Sênior Andimba Toivo ya Toivo 
O refeitório da Escola de Missões de Santa Maria em Odibo tem o nome de ya Toivo
Em 2014, um doutorado honorário em direito civil da Universidade Internacional de Administração.